# ماردي (كتاب)
ماردي، ورحلة إلى هناك، هو الكتاب الثالث للكاتب الأمريكي هرمان ملفيل، الذي نُشر لأول مرة في لندن في عام 1849. ابتداءً بقصة رحلة في سياق جهود المؤلف في العملين السابقين، تفسح قصة المغامرة الطريق إلى قصة رومانسية، والتي بدورها تفسح المجال أمام السعي الفلسفي.

## نظرة عامة
ماردي هو أول عمل خيالي صرف لملفيل (بينما يتضمن رواة خياليين؛ كان نوع رواياته السابقة سيرة ذاتية مكثفة). يفصل فيها (بما يشبه تايبي وأومو) رحلة بحار أمريكي يتخلى عن سفينته لصيد الحيتان بغية استكشاف جنوب المحيط الهادئ. على عكس العملين السابقين، ماردي فلسفي للغاية وقيل إنه أول عمل أظهر إمكانات ملفيل الحقيقية. تبدأ الحكاية كقصة بسيطة، لكنها سرعان ما تركز على الحوار بين الشخصيات الرئيسية وتفاعلاتها مع البلدان الرمزية المختلفة التي تصادفها. في حين أنها ليست مترابطة أو طويلة مثل رواية موبي- ديك، إلا أنهما تشتركان في نفس أسلوب الكتابة وكذلك العديد من ذات الموضوعات.
كتب ملفيل مقدمة لـماردي بنوع من السخرية أن أول كتابين له كانا غير خياليين لكنهما غير قابلين للتصديق؛ ويأمل أن يُقبل كتاب الخيال هذا كحقيقة على نفس النمط.

## النمط

### تأثير سويفت ورابليه
تكرر الرحلة من جزيرة إلى جزيرة تحاكي رواية رابليه غارغانتوا وبانتاغرويل، وخاصة الكتابين الأخيرين. وفقًا للباحث نيوتن أرفين: 
«إن تمجيد الأكل والشرب نابع من رابليه في توجهاته، وكذلك الأمر بالنسبة لكل ذلك الهجاء للتزمت والدوغماتية، والتحذلق. يتجول تاجي وأصدقاؤه حول جزيرة مارما، التي ترمز إلى الاستبداد الكنسي والدوغماتية، ما يذكرنا ببانتاغرويل وأصحابه وهم يتجولون بين السكان الخرافيين في بابيميني؛ ومن المؤكد أن الفلسفة الزائفة المتحذلقة لشخصية دوكسودوكس التي خلقها ملفيل هي، بالنسبة لقارئ رابليه، محاكاة لأسلوب ماستر يانوتوس دي براغماردو بالتمسك بالطرح متعدد الأشكال لغارغانتوا في الكتاب الأول». يميز أرفين أيضًا آثر رحلات جوليفر للكاتب جوناثان سويفت «هناك تأثر شديد بسويفت في هولومولو ميلفن، جزيرة كريبلزو جميع سكانها مختلين ومشوهين وملكهم العديم الشكل الذي يرتعب من الشخصيات القوية المستقيمة من زواره عبر البحار».